# Пластинин, Василий Васильевич
Васи́лий Васи́льевич Пласти́нин (24 января 1930, село Онинаборске Бурятской АССР — 12 мая 2023, Омск) — советский и российский физик, доктор физико-математических наук (1975), профессор, заслуженный работник высшей школы Российской Федерации (1996). Ректор Омского государственного университета и Карачаево-Черкесского педагогического института.

## Биография
Родился 24 января 1930 года в Бурятии в небогатой крестьянской семье. В 1947 году окончил школу и поступил на физико-математический факультет Иркутского государственного университета, который окончил в 1952 году, получив специальность оптика и спектроскопия.
В 1954 году поступил в аспирантуру при Иркутском университете. Через шесть лет в 1960 году защитил кандидатскую диссертацию на тему «Использование дуги переменного тока для спектрального анализа слюд» в Томском государственном университете.
В 1960 году устроился на работу в Иркутский университет на кафедру экспериментальной физики, в 1962 году получил звание доцента.
В 1975 году защитил докторскую диссертацию на тему «Совершенствование и разработка физических методов исследования компонентного состава слюд Восточной Сибири» вновь в Томском государственном университете.
В 1974 году стал работать ректором Омского государственного университета, который возглавлял в течение пяти лет.
С 1980 года занимал должность заведующего кафедры общей физики в Омском высшем танковом училище и Сибирском автомобильно-дорожном институте. С 1983 по 1987 год работал ректором Карачаево-Черкесского педагогического института.
После возвращения в Омск в 1987 году преподавал в Омском государственном институте сервиса.
Является автором более 200 научных работ и различных учебных пособий, пяти монографий и 7 патентов. Награждён государственными и ведомственными медалями.
Скончался 12 мая 2023 года на 94-м году жизни.

## Труды
- Распределение атомов свинца в плазме дуги переменного тока // Краткие сообщения о научно-исследовательских работах за 1960 год. — Иркутск, 1962.
- Оптика. Курс лекций для студентов физического факультета. — Иркутск, 1968.
- Очерки истории физико-математического образования. — Иркутск, 1972.